# Dicranopteris clemensiae
Dicranopteris clemensiae är en ormbunkeart som beskrevs av Holtt. Dicranopteris clemensiae ingår i släktet Dicranopteris och familjen Gleicheniaceae. Inga underarter finns listade.